# NGC 6141
NGC 6141 ist eine 14,9 mag helle linsenförmige Galaxie vom Hubble-Typ S0 im Sternbild Herkules. Sie ist schätzungsweise 407 Millionen Lichtjahre von der Milchstraße entfernt und hat einen Durchmesser von etwa 35.000 Lj.
Im selben Himmelsareal befinden sich die Galaxien NGC 6145 und NGC 6146.
Das Objekt wurde am 27. Mai 1886 von Guillaume Bigourdan entdeckt. Fast alle modernen Kataloge verweisen, abweichend von Bigourdans Positionsangabe, mit der Nummer NGC 6141 auf das Nicht-NGC-Objekt PGC 58077 (Rektaszension 16/25/05.8; Deklination +/40/55/43).